# Koen Buyse
Koen Buyse (Zonhoven, 20 februari 1977) is een Vlaams zanger en frontman van de groep Zornik.
Zijn eerste groepje, Natural Effects, bestond uit twee klasgenoten met wie Buyse samen studeerde aan het Sint-Jan Berchmansinstituut in Zonhoven. Met zijn tweede groepje, The Pink Reflections, deed hij in 1998 mee aan Humo's Rock Rally en haalde de finale, maar dit groepje viel al snel uiteen. In 2000 deed hij weer mee aan de Rock Rally, ditmaal met de band Zornik Breknov. Opnieuw behaalde hij de finale, met een platencontract bij de EMI Group tot gevolg. Dit betekende zijn definitieve doorbraak. De naam van de band werd later ingekort tot Zornik. Met deze succesvolle rockband speelde Buyse op verschillende festivals zoals Rock Werchter, Crammerock en Pukkelpop.
In 2009 startte Buyse met Bas Remans (bassist van Zornik en Millionaire) een nieuw elektroproject, de Nitebytes, live aangevuld met drummer. De plaat "Electric Adventures" telt 11 nummers.
Buyse had een aandeel in het album REGIstrated van de Vlaamse producer Regi Penxten, onder meer bekend van Milk Inc. Zijn bijdrages waren de single Punish en het emotionele en akoestische nummer Hide, dat alleen op REGIstrated is te verkrijgen.
In 2011 was Buyse jurylid bij het televisieprogramma Idool 2011 dat werd uitgezonden door VTM. Hij toerde in het jaar erop met Zornik langs cultuurcentra in België en Nederland waarbij veel aandacht werd gegeven aan hun nieuwe plaat Less>More. Tijdens de eerste editie van The Voice Kids op VTM was hij ook te zien als hulpcoach van Team Regi.
Sinds 2016 maakt hij deel uit van Brides of Lucifer. 
In 2021 nam hij deel aan het achtste seizoen van Liefde voor muziek (televisieprogramma) dat van start ging op 4 april 2022.